# IC 248
IC 248 је спирална галаксија у сазвјежђу Ован која се налази на листи објеката дубоког неба у Индекс каталогу.
Деклинација објекта је + 17° 48' 43" а ректасцензија 2h 41m 25,6s. Привидна величина (магнитуда) објекта IC 248 износи 13,5 а фотографска магнитуда 14,4. IC 248 је још познат и под ознакама UGC 2170, MCG 3-7-44, CGCG 462-43, IRAS 02386+1735, PGC 10197.